# Medvedevka
Medvedevka (ryska Медведевка, tyska Trutenau, litauiska Trutnava) är en by i Kaliningrad oblast i Rysslands Nordvästra federala distrikt. Orten, som grundades år 1374, hade 36 invånare år 2010.